# Fashchivka (Rovenki)
Fashchivka (en ucraniano: Фащівка; en ruso: Фащевка, romanizado: Fashchevka) es un asentamiento urbano ucraniano perteneciente al óblast de Lugansk. Situado en el este del país, hasta 2020 era parte del raión de Antratsit, pero hoy es parte del raión de Rovenki y del municipio (hromada) de Antratsit. Sin embargo, según el sistema administrativo ruso que ocupa y controla la región, Fashchivka sigue perteneciendo al raión de Perevalsk.
El asentamiento se encuentra ocupado por Rusia desde la guerra del Dombás, siendo administrado como parte de la de facto República Popular de Lugansk y luego ilegalmente integrado en Rusia como parte de la República Popular de Lugansk rusa.

## Geografía
Fashchivka está a orillas del río Dzendzherka, 33 km al noroeste de Antratsit y 59 km al suroeste de Lugansk.

## Historia
Fashchivka fue fundado en 1773 y los primeros pobladores fueron 60 familias expulsadas de la gobernación de Bélgorod por las autoridades zaristas. En 1818-1819, el zar Alejandro I envió a los participantes en el levantamiento desde la Ucrania libre al pueblo de Faschivka. En 1828-1829 llegaron aquí inmigrantes de Moldavia.
Durante la Segunda Guerra Mundial, toda la población adulta estaba en el frente. Al final, 962 residentes de Faschivka participaron en las batallas. 
En 1957 la localidad fue designada finalmente como asentamiento de tipo urbano. 
En 2014, durante la guerra del Dombás, los separatistas prorrusos tomaron el control de Fashchivka y desde entonces está controlado por la autoproclamada República Popular de Lugansk.

## Demografía
La evolución de la población entre 1989 y 2022 fue la siguiente:
| 3581                                                          | 2459 | 2368 | 2258 | 2245 |
| (Fuente: Cities & Towns of Ukraine y UKRAINE: Größere Städte) |      |      |      |      |

Según el censo de 2001, la lengua materna de la mayoría de los habitantes, el 97,44%, es el ruso; del 2,28% es el ucraniano.